# Dorg Van Dango
Dorg Van Dango ist eine irisch-kanadische Zeichentrickserie, die von Fabian Erlinghäuser und Nora Twomey entwickelt wurde und von WildBrain und Cartoon Saloon produziert wurde. Sie wurde am 2. März 2020 auf RTÉ2 in Irland zum ersten Mal ausgestrahlt.

## Inhalt
Dorg lebt gemeinsam mit seiner Mutter Fretta und seiner Schwester Voulez in einer ganz normalen Stadt namens Normill. Als jedoch vier magische Wesen aus der Area 52 entkommen, stellen sie Dorgs Leben völlig auf den Kopf. Dorg befreundet sich mit ihnen, verkleidet sie als Teenager und sie ziehen in den Keller des Einkaufszentrums ein. Dort betreibt Dorgs Mutter einen Laden, in dem jede Ware 98 Cent kostet, und auch Mr. Munch, ein Sicherheitsbeauftragter, der es nicht gerne sieht, wenn Dorg und seine magischen Freunde für Chaos sorgen.
Zu den magischen Wesen gehören das Einhorn Jet Lazor, die Hexe Patronella, das Alien RD und der Geist Yooki.

## Synchronisation
| Rolle             | Sprecher            |
| ----------------- | ------------------- |
| Dorg Van Dango    | Chance Hurstfield   |
| Jet Lazor         | Deven Mack          |
| Patronella        | Tabitha St. Germain |
| RD                | Andrew McNee        |
| Yooki             | Kazumi Ivans        |
| Fretta Van Dango  | Briana Buckmaster   |
| Voulez Van Dango  | Gracyn Shinyei      |
| Mr. Munch         | Michael Dobson      |
| Schmarvin Schmatz | Ian Hanlin          |

## Ausstrahlung
In Irland liefen alle Folgen der ersten Staffel von 2. März bis 29. April 2020 bei RTÉ Two. In Kanada startete die Serie am 1. August 2020 im Family Channel. In Europa, Asien, Australien und Lateinamerika feierte die Serie im Zeitraum von Spätsommer 2020 bis Anfang 2021 bei Nickelodeon sowie Nicktoons ihre Premiere.
In Deutschland startete die Serie am 7. September 2020 bei Nickelodeon. Die letzte Folge lief am 15. Januar 2021 bei Nicktoons.

## Episodenliste
In den Irland wurden alle Folgen bei RTÉ Two gesendet. In Deutschland liefen die ersten 15 Folgen (mit Ausnahme von 13a) zuerst bei Nickelodeon. Episode 13a sowie alle Episoden ab Folge 16 wurden zuerst bei Nicktoons gezeigt. Die Episoden 10a und 13a wurden auch schon vorab in Österreich und der Schweiz ausgestrahlt.
| Nummer (Episode) | Nummer (Geschichte) | Deutscher Titel                     | Originaltitel                   | Erstausstrahlung (Irland) | Erstausstrahlung (Deutschland) |
| 1                | 1                   | Dorg braucht eine neue Brille       | Dorg Wants New Glasses          | 2. März 2020              | 7. September 2020              |
| 1                | 2                   | Dorg bekämpft Verbrechen            | Dorg Fights Crime               | 2. März 2020              | 7. September 2020              |
| 2                | 3                   | Dorg und der Coolnado               | Dorg and the Coolnado           | 4. März 2020              | 8. September 2020              |
| 2                | 4                   | Dorg schreibt einen Aufsatz         | Dorg Writes a Paper             | 4. März 2020              | 9. September 2020              |
| 3                | 5                   | Saure-Gurken-Zeit                   | Dorg’s in a Pickle              | 6. März 2020              | 10. September 2020             |
| 3                | 6                   | Dorg geht arbeiten                  | Dorg Gets a Job                 | 6. März 2020              | 11. September 2020             |
| 4                | 7                   | Dorg kann nicht schauspielern       | Dorg Can’t Act                  | 9. März 2020              | 14. September 2020             |
| 4                | 8                   | Dorg und das schwarze Loch          | Dorg and the Black Hole         | 9. März 2020              | 15. September 2020             |
| 5                | 9                   | Dorgs neue Mom                      | Dorg’s New Mom                  | 11. März 2020             | 16. September 2020             |
| 5                | 10                  | Dorg hasst Oliven                   | Dorg Hates Olives               | 11. März 2020             | 17. September 2020             |
| 6                | 11                  | Dorg und das Ponyturnier            | Dorg and the Pony Prance        | 13. März 2020             | 18. September 2020             |
| 6                | 12                  | Dorg und der Normaulwurf            | Dorg and the Normole            | 13. März 2020             | 21. September 2020             |
| 7                | 13                  | Dorg in der Zeitschleife            | Dorg Rewinds                    | 16. März 2020             | 22. September 2020             |
| 7                | 14                  | Dorg und das letzte Suppenmann-Heft | Dorg and the Last Supperman     | 16. März 2020             | 23. September 2020             |
| 8                | 15                  | Dorg und das Geburtstagskind        | Dorg and the Birthday Boy       | 18. März 2020             | 24. September 2020             |
| 8                | 16                  | Dorg und das Muttertagsgeschenk     | Dorg Gets the Perfect Gift      | 25. September 2020        |                                |
| 9                | 17                  | Dorg will Süßes                     | Dorg Wants Candy                | 20. März 2020             | 30. Oktober 2020               |
| 9                | 18                  | Dorg und die Gruselpuppe            | Dorg and the Scary Doll         | 20. März 2020             | 30. Oktober 2020               |
| 10               | 19                  | Dorgs großes Date                   | Dorg’s Big Date                 | 23. März 2020             | 29. September 2020             |
| 10               | 20                  | Dorg im Ring                        | Dorg in the Ring                | 23. März 2020             | 28. September 2020             |
| 11               | 21                  | Dorg hat einen Pickel               | Dorg Has a Pimple               | 25. März 2020             | 30. September 2020             |
| 11               | 22                  | Dorg, der Dorgtastische             | Dorg the Dorgnificent           | 25. März 2020             | 1. Oktober 2020                |
| 12               | 23                  | Dorg will bleiben                   | Dorg Wants to Stay              | 27. März 2020             | 2. Oktober 2020                |
| 12               | 24                  | Dorg trägt die Verantwortung        | Dorg’s in Charge                | 27. März 2020             | 5. Oktober 2020                |
| 13               | 25                  | Dorg und der Weihnachtsengel        | Dorg and the Christmas Fairy    | 30. März 2020             | 25. Dezember 2020              |
| 13               | 26                  | Dorg gegen Dorg                     | Dorg Versus Dorg                | 30. März 2020             | 6. Oktober 2020                |
| 14               | 27                  | Dorg ist so witzig                  | Dorg Wants a Laugh              | 1. April 2020             | 8. Oktober 2020                |
| 14               | 28                  | Dorg will blaumachen                | Dorg Wants a Day Off            | 7. Oktober 2020           |                                |
| 15               | 29                  | Dorg und eine ganz besondere Blume  | Dorg and a Very Special Flower  | 3. April 2020             | 12. Oktober 2020               |
| 15               | 30                  | Dorg verkauft Kekse                 | Dorg Sells Cookies              | 9. Oktober 2020           |                                |
| 16               | 31                  | Dorg will hüpfen                    | Dorg Wants to Bouce             | 6. April 2020             | 22. Dezember 2020              |
| 16               | 32                  | Dorg und die Hitzewelle             | Dorg and the Heatwave           |                           | 22. Dezember 2020              |
| 17               | 33                  | Dorg braucht einen Zauberstab       | Dorg Wants a Wand               | 8. April 2020             | 23. Dezember 2020              |
| 17               | 34                  | Dorg hat einen Albtraum             | Dorg Has a Nightmare            | 8. April 2020             | 23. Dezember 2020              |
| 18               | 35                  | Dorg beim Abenteuer-Club            | Dorg Goes to Adventure Club     | 10. April 2020            | 24. Dezember 2020              |
| 18               | 36                  | Dorg will sich gruseln              | Dorg Wants a Scare              | 10. April 2020            | 24. Dezember 2020              |
| 19               | 37                  | Dorg der Wohltäter                  | Dorg the Good Doer              | 13. April 2020            | 25. Dezember 2020              |
| 19               | 38                  | Dorg will shredden                  | Dorg Wants to Shred             | 13. April 2020            | 25. Dezember 2020              |
| 20               | 39                  | Dorg liebt Tacos                    | Dorg Loves Tacos                | 15. April 2020            | 7. Januar 2021                 |
| 20               | 40                  | Dorg gegen die Drohnen              | Dorg Versus the Drones          | 15. April 2020            | 7. Januar 2021                 |
| 21               | 41                  | Dorg und der Hamster                | Dorg and the Hamster            | 17. April 2020            | 8. Januar 2021                 |
| 21               | 42                  | Dorg kann nicht schlafen            | Dorg Can’t Sleep                | 17. April 2020            | 8. Januar 2021                 |
| 22               | 43                  | Dorg ist entgeistert                | Dorg is Ghosted                 | 20. April 2020            | 11. Januar 2021                |
| 22               | 44                  | Dorg und das Desaster               | Dorg and the Meltdown           | 20. April 2020            | 11. Januar 2021                |
| 23               | 45                  | Dorg und der Keim                   | Dorg and the Germ               | 22. April 2020            | 12. Januar 2021                |
| 23               | 46                  | Dorg der Unruhestifter              | Dorg the Troublemaker           | 22. April 2020            | 12. Januar 2021                |
| 24               | 47                  | Dorg spielt Minigolf                | Dorg Plays Minigolf             | 24. April 2020            | 13. Januar 2021                |
| 24               | 48                  | Dorg macht auf Mode                 | Dorg’s Model Behavior           | 24. April 2020            | 13. Januar 2021                |
| 25               | 49                  | Dorg braucht eine Spritze           | Dorg Needs a Shot               | 27. April 2020            | 14. Januar 2021                |
| 25               | 50                  | Dorg will eine Abkürzung            | Dorg Wants a Shortcut           | 27. April 2020            | 14. Januar 2021                |
| 26               | 51                  | Dorg und die Zauberwesen – Teil 1   | Dorg and the Magicals: Part One | 29. April 2020            | 15. Januar 2021                |
| 26               | 52                  | Dorg und die Zauberwesen – Teil 2   | Dorg and the Magicals: Part Two | 29. April 2020            | 15. Januar 2021                |